# Свети Дух (крепост)
Вижте пояснителната страница за други значения на Свети Дух.
Крепостта „Свети Дух“ се намира на хълма Свети Дух в село Минерални бани.
Това е крепост, преживяла 4 строителни периода: римски, късноримски, ранновизантийски и средновековен. Крепостта има неправилна многостранна форма.
Стените ѝ са запазени на места до височина 3,5 м, дебели са 2 м и ограждат площ от около 2 дка. В крепостта се влиза през главен вход от юг или през 2 малки потерни (врати) на западната и източната стени. Отбраната е подсилена от 4 големи правоъгълни кули, които през Средновековието са превърнати в жилища. Отвътре край крепостните стени са прилепени редици от жилищни, стопански и казармени помещения, в които са открити десетки глинени съдове, селскостопански оръдия, монети, оръжие и други предмети.
По време на археологическите разкопки в крепостта са намерени и над 120 медни, сребърни и златни монети и един оловен печат.
В крепостта „Свети Дух", през XII в., след разрушаването ѝ, възниква средновековен некропол, в който по време на разкопките са открити значително количество богати ювелирни произведения.
В историческата литература, крепостта и селището в Минерални бани се идентифицират с Топлица, която се споменава от византийския историк Михаил Аталиат и продължителят на Скилица (XI в.) във връзка с нападенията на печенегите в средата на XI в., когато вероятно е била унищожена крепостта.